# 584
584 је била преступна година.

## Догађаји
- Википедија:Непознат датум — Авари освајају и разарају антички Сингидунум.

- Септембар – Краљ Хиперик I избоден је на смрт док се враћао из лова у близини Шела, после 23-годишње владавине над територијом која се протеже од Аквитаније, до северне обале мора које ће касније бити Француска. Његова супруга Фредегунд, која је платила његово убиство, одузима његово богатство, бежи у Париз са својим сином Хлотаром II и убеђује племиће да га прихвате као легитимног наследника док она служи као регент, настављајући борбу за власт са Гунтрамом, краљем Бургундије, и њеном сестром Брунхилдом од Аустразије.
- Лангобарди поново успостављају јединствену монархију након десетогодишњег интерегнума (владавина војвода). Угрожени франачком инвазијом коју су војводе изазвали, они бирају Аутарија (Клефовог сина) за свог краља и дају му престоницу Павију (Северна Италија).
- Визиготи под краљем Лиувигилдом заузели су град Севиљу, после опсаде од скоро 2 године. Његов бунтовни син Херменегилд тражи уточиште у цркви у Кордоби, али бива ухапшен и протеран у Тарагону. Његова супруга Ингулд бежи са сином у Африку.
- Равенски егзархат је основан и организован у групу војводстава, углавном приморских градова на италијанском полуострву. Цивилни и војни поглавар ових византијских територија је егзарх (гувернер) у Равени.
- Словени напредују на југ на Балканско полуострво – делимично у спрези са Аварима под њиховим владаром (каганом) Бајаном  – освајају градове Атину и Коринт, претећи Великим бедемима Цариграда.
- Краља Еборика смењује његова мајка (други муж Андека) која постаје нови владар Краљевине Галиције (Северна Шпанија) и Свева.
- Гундоалд, ванбрачни син Хлотара I, покушава да прошири своју територију из Брив ла Гајарде (Бургундија) и проглашава се краљем.
- Битка код Фетанлија: Британци побеђују краља Цеулина од Весекса. Он из освете пустоши околно село.
- Цар Венди из династије Суи организује Велики канал. Гради бродове за транспорт, а житнице се налазе на стратешким тачкама.

## Рођења
- Википедија:Непознат датум — Хлотар II, франачки краљ (†629.)